# Joc de mentides (sèrie de televisió)
Joc de mentides (títol original en anglès, The Following Events Are Based on a Pack of Lies) és una sèrie de televisió dramàtica britànica. Les composicions musicals d'Arthur Sharpe va guanyar el premi Ivor Novello a la millor banda sonora de televisió el 23 de maig de 2024. S'ha subtitulat al català.

## Sinopsi
La Cheryl (Jean-Baptiste) i l'Alice (Staton) són dues dones sense gairebé res en comú, però comparteixen, sense voler, el mateix estafador (Petrie).

## Repartiment
- Marianne Jean-Baptiste com a Cheryl Harker
- Rebekah Staton com a Alice Newman
- Alistair Petrie com el doctor Robert Chance/Robbie Graham
- Romola Garai com a Juno Fish
- Derek Jacobi
- Julian Barratt
- Karl Johnson
- Ellie Haddington
- Paul Putner

## Producció
La van crear i escriure per Penelope Skinner i Ginny Skinner. La BBC la va encarregar l'agost de 2020. Robbie McKillop i Nicole Charles dirigeixen els capítols de la sèrie. Està produïda per BBC Studios amb Sister. Georgie Fallon és la productora del projecte. La sèrie està produïda per Naomi de Pear, Lydia Hampson, Alice Tyler, Penelope Skinner i Ginny Skinner i Jo McClellan.

### Càsting
L'abril de 2022, Marianne Jean-Baptiste, Alistair Petrie i Rebekah Staton van ser confirmats com els papers principals de la sèrie.

### Rodatge
El rodatge va tenir lloc al carrer St Aldate's d'Oxford l'abril de 2022.

## Emissió
La sèrie es va incloure a la programació de drames de la BBC One i es va emetre per primera vegada el 29 d'agost de 2023. A Catalunya, es va estrenar al Serielizados Fest de 2023 amb subtítols en català. El 10 de desembre de 2024 es va incorporar a FilminCAT.